# Simulium chungi
Simulium chungi är en tvåvingeart som beskrevs av Takaoka och Huang 2006. Simulium chungi ingår i släktet Simulium och familjen knott.
Artens utbredningsområde är Taiwan. Inga underarter finns listade i Catalogue of Life.